# Сталь-2 (футбольный клуб)
Футбольный клуб «Сталь-2» — украинский футбольный клуб с города Алчевска Луганской области. Фарм-клуб алчевской «Стали».

## Все сезоны на независимой Украине
| Сезон   | Чемпионат       | Чемпионат | Чемпионат | Чемпионат | Чемпионат | Чемпионат | Чемпионат | Чемпионат | Кубок | Кубок | Кубок | Кубок | Кубок | Кубок | Кубок | Примечания                                 |
| Сезон   | Лига            | Место     | И         | В         | Н         | П         | М         | О         | Этап  | И     | В     | Н     | П     | М     | О     | Примечания                                 |
| ------- | --------------- | --------- | --------- | --------- | --------- | --------- | --------- | --------- | ----- | ----- | ----- | ----- | ----- | ----- | ----- | ------------------------------------------ |
| 2000/01 | Вторая Группа В | 15 с 16   | 30        | 8         | 1         | 21        | 24−49     | 25        | —     | —     | —     | —     | —     | —     | —     |                                            |
| 2001/02 | Вторая Группа В | 13 с 18   | 34        | 10        | 6         | 18        | 35−45     | 36        | —     | —     | —     | —     | —     | —     | —     |                                            |
| 2002/03 | Вторая Группа В | 15 с 15   | 28        | 3         | 2         | 23        | 9−22      | 11        | —     | —     | —     | —     | —     | —     | —     | После первого круга снялась с соревнований |
| Всего   | Вторая          | 3 сезона  | 92        | 21        | 9         | 62        | 68−116    | 51        | —     | —     | —     | —     | —     | —     | —     |                                            |